# Кафе с аромат на жена (теленовела, 2021)
„Кафе с аромат на жена“ (на испански: Café con aroma de mujer) е колумбийска теленовела, продуцирана от РЦН Телевисион и разпространена от Телемундо. Премиерата на теленовелата е на 10 май 2021 г. в Колумбия и на 25 май 2021 г. в САЩ. Това е римейк на теленовелата от 1994 г. със същото заглавие, създадена от Фернандо Гайтан.

## Сюжет
Всяка година Гавиота и майка ѝ пристигат в Хасиенда Казабланка, за да вземат кафето от втората за годината реколта, но се надяват, че следващото им посещение ще бъде последното им, защото оттук нататък те ще бъдат собственици на собствената си земя. Съдбата обаче има други планове. Октавио Валехо, собственикът на хасиендата, току-що почина. Преди това Гавиота го беше спасил от отвличане. Октавио обеща като награда да ѝ даде един хектар земя, за да може да отглежда собствено кафе. Опитвайки се да накара семейство Валехо да спази споразумението, Гавиота се среща със Себастиян, сина на Октавио, и между тях се ражда неудържимо привличане, сърцераздирателна, невъзможна любов, която се превръща в двама влюбени, принадлежащи към различни светове.

## Актьори
- Уилям Леви – Себастиан Валехо
- Лаура Лондоньо – Тереза Суарес „Ла Гавиота“
- Кармен Вилалобос – Лусия Санклементе де Валехо
- Диего Кадавид – Иван Валехо
- Линкълн Паломек – Леонидас Салинас
- Светлини Веласкес – Джулия Валехо
- Катрин Велес – Карменза Суарес
- Андрес Торо – Аурелио Диас
- Мейбъл Морено – Лукресия Валенсия
- Рамиро Менезес – Карлос Марио Алзате
- Мария Тереза Барето – Марсела Валехо
- Лора Арчболд – Паула Валехо
- Хуан Давид Агудело – Бернардо Валехо
- Лаура Хунко – Маргарита Брисеньо
- Даилин Валдивиесо – Ла Марачуча
- Катерин Ескобар – Марсия

## Версии
- Кафе с аромат на жена, колумбийска теленовела от 1994 г., продуциран от RCN Televisión и излъчен от Canal A, с участието Маргарита Роза де Франсиско и Гай Екер.
- Кога ще бъдеш моя, мексиканска теленовела от 2001 г., продуцирана от TV Azteca, с участието на Силвия Наваро и Серхио Басаниес.
- Дестилирана любов, мексиканска теленовела от 2007 г., продуцирана от Televisa, с участието Анхелика Ривера и Едуардо Яниес.